# Cryptops arapuni
Cryptops arapuni är en mångfotingart som beskrevs av Gilbert Edward Archey 1922. Cryptops arapuni ingår i släktet Cryptops och familjen Cryptopidae. Inga underarter finns listade i Catalogue of Life.